# Knielbank

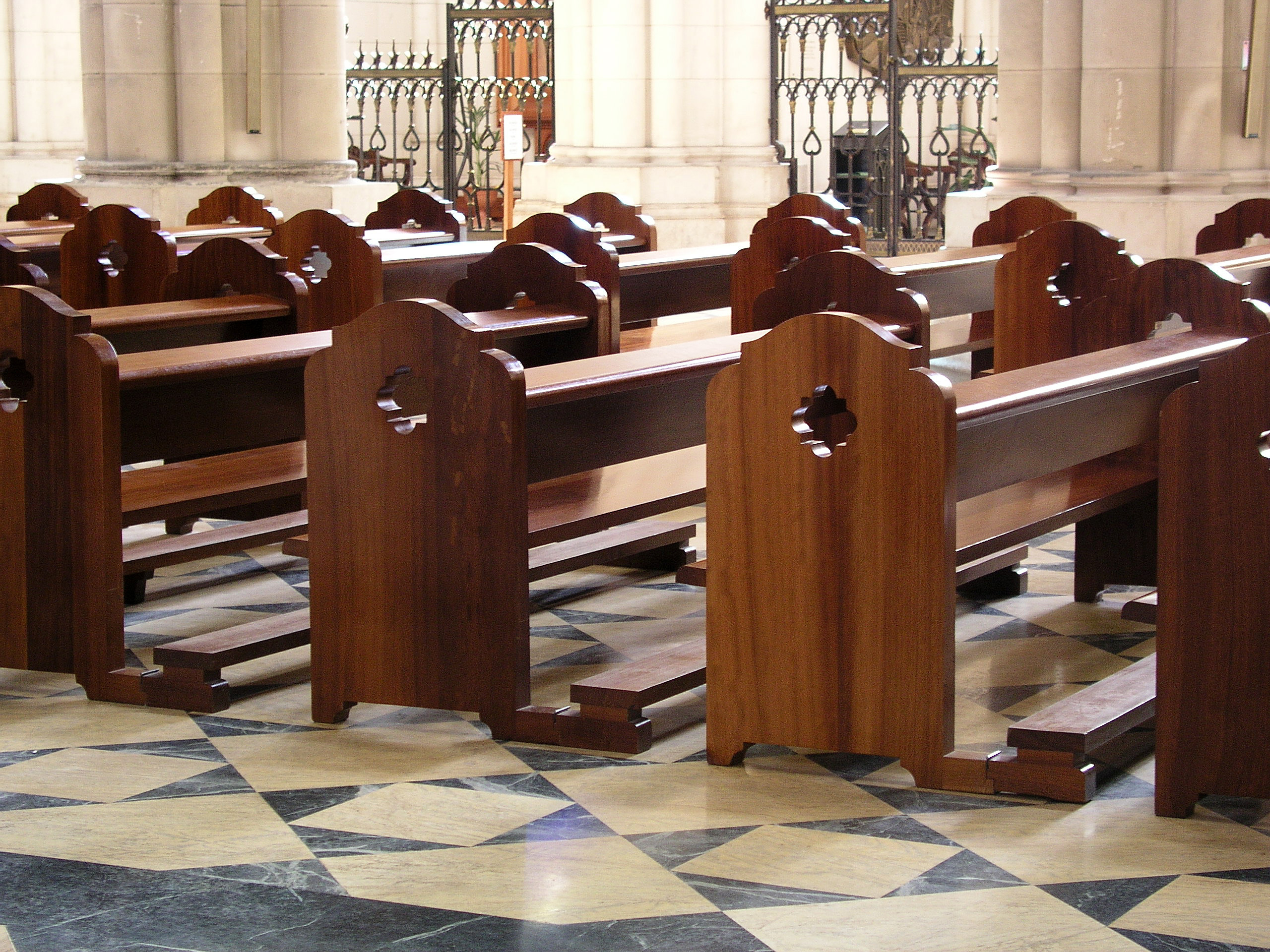

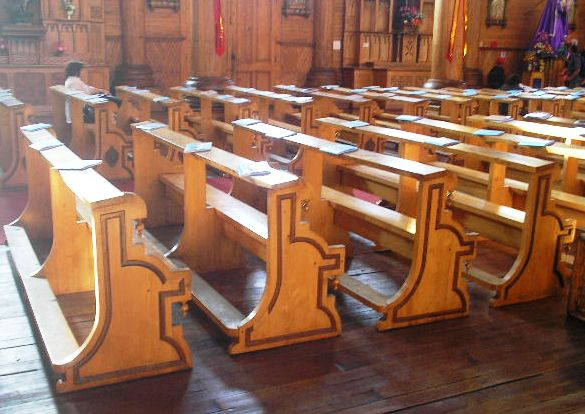

Een knielbank (ook wel bidbank) is een soms rijkelijk versierde kerkbank, waaraan een leuning en een trede (ca. 20 cm) is bevestigd aan de voorzijde waarop men kan knielen. Op een knielbank kan men met twee of meer personen zitten.
Zodra hij voor één persoon bestemd is, spreekt men van een bidstoel.
In de regel komen ze vooral voor in de katholieke kerken en kapellen om zitplaats te bieden voor de gelovigen.
In Nederland zijn er meestal haakjes bevestigd aan de leuning, waaraan kussens hangen. Hierbij dient de gelovige desgewenst het kussen van de haak af te halen en op de trede te leggen. Er zijn ook knielbanken waarbij er geen trede is. Hierbij is er wel een leuning waarbij men dan op de grond dient te knielen, al dan niet met een kussen. Na het Tweede Vaticaans Concilie (1962-1965) verving de geestelijkheid in sommige kerken in Nederland de knielbanken door zitstoelen, daar men dacht dat het niet meer noodzakelijk was om te knielen. Door deze gedachte bouwde men na deze periode kerken met vaak alleen maar zitstoelen. Er waren ook kerken die gedeeltelijk de banken verwijderden door ze in het middenschip te sparen, maar in de zijbeuk te vervangen door zitstoelen. Sommige kerken die deze renovatie hebben ondergaan in de voorgaande jaren hebben besloten om weer nieuwe knielbanken aan te schaffen.
In Duitsland zijn de meeste knielbanken gerenoveerd en hebben daarom een lang knielkussen dat aan de trede is vastgeplakt. Ook op het zitvlak ligt meestal een lang zitkussen. De gevolgen van de Tweede Beeldenstorm waren in Duitsland minder ingrijpend, waardoor de knieltraditie van de Katholieke Kerk daar kon voortbestaan.
In Amerika zijn de meeste knielbanken ook voorzien van een vast lang knielkussen. De leuning waarom men de gevouwen handen plaatst tijdens het bidden is echter minder breed dan gebruikelijk.
In België zijn er, op een uitzondering na, nooit knielbanken geweest. Men maakte, toen de knielbanken in de 18e eeuw Nederland 'veroverden', steeds gebruik van kerkstoelen die gedraaid kunnen worden. Na het Tweede Vaticaans Concilie vervingen vele kerkfabrieken deze knielstoelen door zitstoelen. Daar de Belgen zelden knielen op de grond, maakten de priesters het de gelovigen op de meeste plaatsen de facto onmogelijk om te knielen en is de eeuwenoude knieltraditie in België bijna volledig verdwenen.
Knielbanken worden niet alleen binnen gebruikt, maar ook buiten in de openlucht bij kapellen en lourdesgrotten. In tropische landen waar de kerk te klein is staan er met regelmaat vele knielbanken buiten. Hierbij worden de gelovigen wel beschermd tegen neerslag door een afdak steunend op houten pilaren.